# Phycosoma spundana
Espèce
Synonymes
- Dipoena spundana Roberts, 1978

Statut de conservation UICN

 VU B1ab(iii)+2ab(iii) : Vulnérable
Phycosoma spundana est une espèce d'araignées aranéomorphes de la famille des Theridiidae.

## Distribution
Cette espèce se rencontre aux Seychelles et en Afrique du Sud.

## Description
Le mâle holotype mesure 2,54 mm.

## Systématique et taxinomie
Cette espèce a été décrite sous le protonyme Dipoena spundana par Roberts en 1978. Elle est placée dans le genre Phycosoma par Saaristo en 2006.

## Publication originale
- Roberts, 1978 : « Contributions à l'étude de la faune terrestre des îles granitiques de l'archipel des Séchelles (Mission P.L.G. Benoit - J.J. Van Mol 1972). Theridiidae, Mysmenidae and gen. Theridiosoma (Araneidae) (Araneae). » Revue Zoologique Africaine, vol. 92, p. 902-939.